# 稀見理都
稀見 理都（きみ りと、4月28日 - ）は、日本の美少女コミック研究家、マンガ家インタビュアー、ライター。アメリカでの肩書きはHentai・Specialist。サークル「フラクタル次元」主宰。「棋見 理と」（読み同じ）の名で、将棋マンガ研究家としても活動している。

## 略歴
横浜市立大学出身で、朱鷺田祐介が立ち上げたSF研究会に所属していた。2008年より同人誌『エロマンガノゲンバ』を編集、出版。
『増補エロマンガ・スタディーズ』（ちくま文庫、永山薫）の監修、『いちきゅーきゅーぺけ』（白泉社、甘詰留太）のエロマンガ時代考証をそれぞれ担当。
企画「エロマンガとSF」が第24回暗黒星雲賞を受賞。2015年にカリフォルニアで開催された北米最大のアニメイベント「アニメ・エキスポ」にはHentai・Specialistの肩書きでゲスト招待され、講演を行う。
『ヤングコミック』2020年6月号より連載開始されたハガキ職人・三峯徹の伝記漫画『少年画報社版 人物日本の歴史 三峯徹』（金平守人）にて監修を担当。
- 『マンガ論争』（マンガ論争編集部）に主にエロマンガに関する記事を執筆。
- 『マンガで食えない人の壁』（トキワ荘プロジェクト）：話し手
- SF好きでありSF大会を怖がる大井昌和をSF大会に誘っている。
- 永山薫より「二代目・永山薫を襲名しないか」という問いに「ありがとうございます。だが断る！」と丁寧に断っている。
- 著書の1つ『エロマンガ表現史』は、2018年3月30日に北海道より有害図書指定を受けている[2]。

## 著書
- 『エロマンガノゲンバ』：三才ブックス
  - 『エロマンガノゲンバ　マンガ図書館Z版』(電子書籍) : Jコミックテラス
- 『エロマンガ表現史』：太田出版

### 編集
- アダルトメディア年鑑2024（2023年12月26日、イースト・プレス）安田理央と共同編集。執筆も兼ねる[3]。